# Gepard (крупнокалиберные винтовки)
Gepard — серия венгерских крупнокалиберных снайперских винтовок, предназначенных для уничтожения небронированной и легкобронированной техники. Данные дальнобойные крупнокалиберные винтовки обладают высокой точностью стрельбы, а также высокой начальной скоростью пули.

## История
История Gepard берет своё начало во время Второй мировой войны, когда венгерские инженеры создавали противотанковые ружья для уничтожения легкобронированной британской техники. С тех пор противотанковые ружья практически перестали применяться по причине значительного увеличения толщины танковой брони, против которой даже самые мощные ружья оказались бессильны. Тем не менее в 1987 году в венгерской армии пытаются получить достаточно мобильное оружие, способное уничтожать легкобронированные цели. Эта разработка привела к созданию винтовок Gepard.

## Описание
Первой винтовкой серии стала M1, имеющая длинный ствол, трубчатый приклад и использующая советский патрон 12,7×108 мм. Данная версия была однозарядной, что являлось существенным недостатком наряду с высокой отдачей. В дальнейшем была создана модель M1A1 с удлиненным стволом, однако её масса (21 кг) была сочтена завышенной.
В первую очередь M1 предназначалась не для военного использования, а для полиции (в том числе и контр-террористических операциях), когда важна точность каждого выстрела. Небольшое число движущихся частей позволяет добиться высокой точности стрельбы: на дистанции 1300 м серия из пяти выстрелов укладывается в круг радиусом 25 сантиметров. Тем не менее венгерская армия приобрела 25 винтовок для использования в полевых операциях. Более поздние варианты не приобретались.

## Варианты
- M2 — самозарядная версия с укороченным стволом и уменьшенной массой.
- M2A2 — ещё более короткая версия для воздушного десанта и спецназа. Благодаря уменьшению отдачи стрельба может осуществляться от бедра.
- M3 — вариант под 14,5 × 114 мм патрон. Благодаря увеличенной точности и дальнобойности M3 стала самой популярной винтовкой серии.
- M4 и M5 — варианты M2, в которых применяются более совершенные материалы и улучшена надёжность. M5 — винтовка с продольно-скользящим затвором, масса 13 кг. M4 — самозарядная винтовка. Ствол заменяется, благодаря чему возможно использование как патронов 12,7×108 мм, так и 12,7×99 мм.
- M6 как и М3 использует патроны калибра 14,5 мм, были усилены некоторые детали и улучшен прицел.

## Использование
Несмотря на популярность этого оружия, оно не нашло большого применения в военных конфликтах, кроме использования хорватскими вооруженными силами в Первой югославской войне. Кроме этого, они остаются на складах оружия венгерской Армии и Полиции, турецких вооруженных сил и различных стран-бывших республик СССР.

## Сравнение с M82
| Название винтовки              | Gepárd M-1  | Barrett M82 |
| Дальность эффективной стрельбы | 2000 м      | 1800 м      |
| Ёмкость магазина               | 1           | 10          |
| Калибр                         | 12,7×108 мм | 12,7×99 мм  |
| Начальная скорость пули        | 860 м/с     | 854 м/с     |
| Длина ствола                   | 1100 мм     | 737 мм      |
| Общая длина                    | 1570 мм     | 1448 мм     |
| Точность (МОА)                 | 0,7         | 2           |
| Вес без патронов               | 17,5 кг     | 12,9 кг     |

## Операторы
- Венгрия (армия и полиция)
- Индия (специальные силы GM6 Lynx).[2]
- Мали Национальное движение за освобождение Азавада
- Саудовская Аравия
- Турция
- Румыния[3]